# Гридль

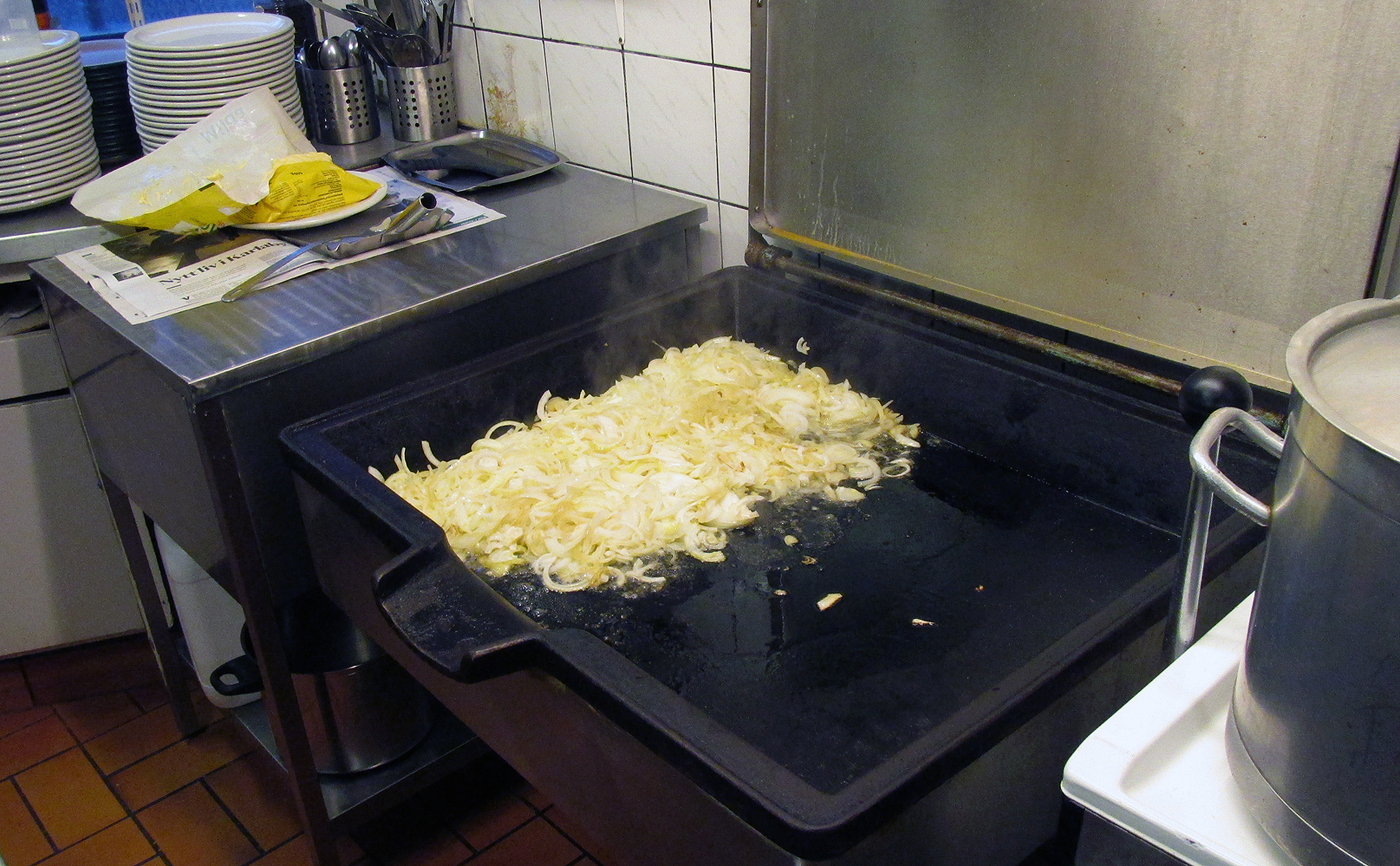
Гридль

Гридль (англ. griddle, франц. gridle) — установка для приготовления (жарки) мяса, рыбы и овощей, имеющий толстый сплошной лист железа или чугуна, нагреваемый углями, электричеством или газом. Температура гридля поддерживается достаточно постоянной благодаря массе листа.
Не следует путать с грилем, а также с обычной жаркой на сковороде.

## Использование
Особенность этого способа жарки состоит в том, что раскалив гридль, можно установить постоянное воздействие источника тепла и поддерживать нужную температуру. Сам процесс жарки осуществляется вообще без жира (в случае, когда имеется тефлоновое покрытие) или с очень небольшим количеством жира.
Под воздействием постоянной умеренной температуры в процессе жарки из обрабатываемых продуктов начинают выделяться природные жиры, которые препятствуют пригоранию. Этот способ термической обработки пищи считается очень здоровым и диетическим, так как исключает добавление жиров и их перекаливание в процессе жарки.